# رنه گیسار (قایقران روئینگ)
رنه گیسار (فرانسوی: René Guissart‎؛ زادهٔ ۱۲ سپتامبر ۱۹۲۹ درگذشت ۸ سپتامبر ۲۰۱۴) قایقران روئینگ اهل فرانسه بود.